# Kinonchulus sattleri
Kinonchulus sattleri är en rundmaskart som beskrevs av Bo Riemann 1972. Kinonchulus sattleri ingår i släktet Kinonchulus och familjen Onchulidae. Inga underarter finns listade i Catalogue of Life.